# Lidocaina/prilocaina
Il complesso lidocaina/prilocaina è una mistura eutettica in uguali quantità di peso di lidocaina e prilocaina.
Viene utilizzato come anestetico locale in forma topica, sia come crema per il trattamento della parestesia sia come spray per l’eiaculazione precoce.
Il suo nome commerciale è EMLA, un'abbreviazione di Eutectic Mixture of Local Anesthetics.

## Mistura eutettica
Singolarmente, lidocaina e prilocaina sono basi solide. Quando mischiate in parti uguali per peso, tuttavia, formano una mistura eutettica: il punto di fusione della mistura è più basso di quello dei singoli componenti. La mistura eutettica lidocaina/prilocaina è un olio con punto di fusione a 18 °C, adatto alla formulazione di preparazioni senza l’utilizzo di un solvente non acquoso. Questo permette di avere un prodotto con una concentrazione più alta e stabile in fase di applicazione di anestetico.

## Uso clinico
La combinazione lidocaina/prilocaina è indicata per l’anestesia locale cutanea. Nello specifico, viene applicata per prevenire il dolore associato all’inserzione di cateteri venosi, prelievi ematici, chirurgia superficiale e come forma di anestesia topica per il trattamento di ulcere alle gambe.  Può inoltre essere utilizzata per ridurre la sensibilità della pelle prima di tatuaggi, elettrolisi e rimozione laser di peli. A volte viene impiegata prima dell’iniezione di altri anestetici locali per piccoli interventi chirurgici e biopsie.
Uno spray topico con formulazione aerosol (spray) a base di lidocaina e prilocaina è utilizzato per il trattamento dell’eiaculazione precoce. Lo spray viene applicato sul glande prima del rapporto. e lasciato asciugare per pochi minuti: induce un effetto leggermente anestetico, che consente il protrarsi del rapporto sessuale, ritardando l’impulso eiaculatorio. 
Il prodotto è stato approvato dall’Agenzia europea dei medicinali.